# 1715
Évszázadok: 17. század – 18. század – 19. század
Évtizedek: 1660-as évek – 1670-es évek – 1680-as évek – 1690-es évek – 1700-as évek – 1710-es évek – 1720-as évek – 1730-as évek – 1740-es évek – 1750-es évek – 1760-as évek
Évek: 1710 – 1711 – 1712 – 1713 –  1714 – 1715 – 1716 – 1717 – 1718 – 1719 – 1720

## Események
- február 16. – III. Károly magyar király a Habsburg birodalom minden bevételeinek és kiadásainak kezelésével a bécsi Universalbancalitätot bízza meg.[1]
- június 15. – III. Károly szentesíti az 1708-as és 1712-es pozsonyi országgyűlések törvényeit.[2]
- szeptember 1. – Dédapja, XIV. Lajos francia király halála után a mindössze öt esztendős dauphin XV. Lajos néven foglalja el Franciaország és Navarra trónját.[3]
- szeptember 12. – A parlament érvényteleníti XIV. Lajos végrendeletét.[3]

## Születések
- február 26. – Claude-Adrien Helvétius, francia filozófus, enciklopédista († 1771)
- szeptember 30. – Étienne Bonnot de Condillac, francia filozófus († 1780)
- október 23. – II. Péter orosz cár, trónra lépett 1727-ben († 1730)
- november 13. – Dorothea Erxleben (Dorothea Leporin), az első német orvosnő († 1762)

## Halálozások
- január 7. – François Fénelon, francia katolikus érsek, teológus, költő és író, a kvietizmus támogatója (* 1651)
- szeptember 1. – XIV. Lajos, francia király[3] (* 1638)